# Biofilia (revista)
Biofilia fue una revista editada en la ciudad española de Barcelona entre 1935 y 1937, durante la Segunda República.

## Historia
Fue publicada en Barcelona entre 1935 y 1937, durante la Segunda República Española. De temática naturista y nudista, fue fundada por Juan Sanxo Farrerons, conocido por el pseudónimo «Laura Brunet». Descrita por Eduard Masjuan como una de las «de mejor calidad en lo que se refiere al naturo-desnudismo y a la cuestión social», en ella colaboraron autores como Alfonso Martínez Rizo, Mariano Viñuales o José Alloza. Fue criticada en la publicación Flama.